# Usson-en-Forez
Usson-en-Forez ist eine französische Gemeinde mit 1.461 Einwohnern (Stand: 1. Januar 2022) im Département Loire in der Region Auvergne-Rhône-Alpes. Sie gehört zum Arrondissement Montbrison und zum Kanton Saint-Just-Saint-Rambert. Die Bewohner werden Ussonnais und Ussonnaises genannt.

## Geografie
Die Gemeinde Usson-en-Forez liegt in der historischen Landschaft Forez im Nordosten des  Zentralmassivs an der Grenze zu den Départements Haute-Loire und Puy-de-Dôme, 45 Kilometer westsüdwestlich von Saint-Étienne. An der westlichen Gemeindegrenze verläuft der Fluss Ance, das Gemeindegebiet wird von seinem Zufluss Champdieu (Fluss)  durchquert.  Umgeben wird Usson-en-Forez von den Nachbargemeinden Saillant im Norden, Estivareilles im Nordosten, Apinac im Osten, Saint-Pal-de-Chalencon und Saint-Julien-d’Ance im Süden, Saint-Georges-Lagricol und Craponne-sur-Arzon im Südwesten, Sauvessanges im Westen sowie Viverols im Nordwesten.

## Bevölkerungsentwicklung
| Jahr                       | 1962 | 1968 | 1975 | 1982 | 1990 | 1999 | 2006 | 2015 | 2022 |
| -------------------------- | ---- | ---- | ---- | ---- | ---- | ---- | ---- | ---- | ---- |
| Einwohner                  | 1820 | 1698 | 1456 | 1342 | 1265 | 1232 | 1410 | 1500 | 1461 |
| Quellen: Cassini und INSEE |      |      |      |      |      |      |      |      |      |

## Sehenswürdigkeiten
- Kapelle Notre-Dame de Chambriac aus dem 12. Jahrhundert, seit 1981 Monument historique

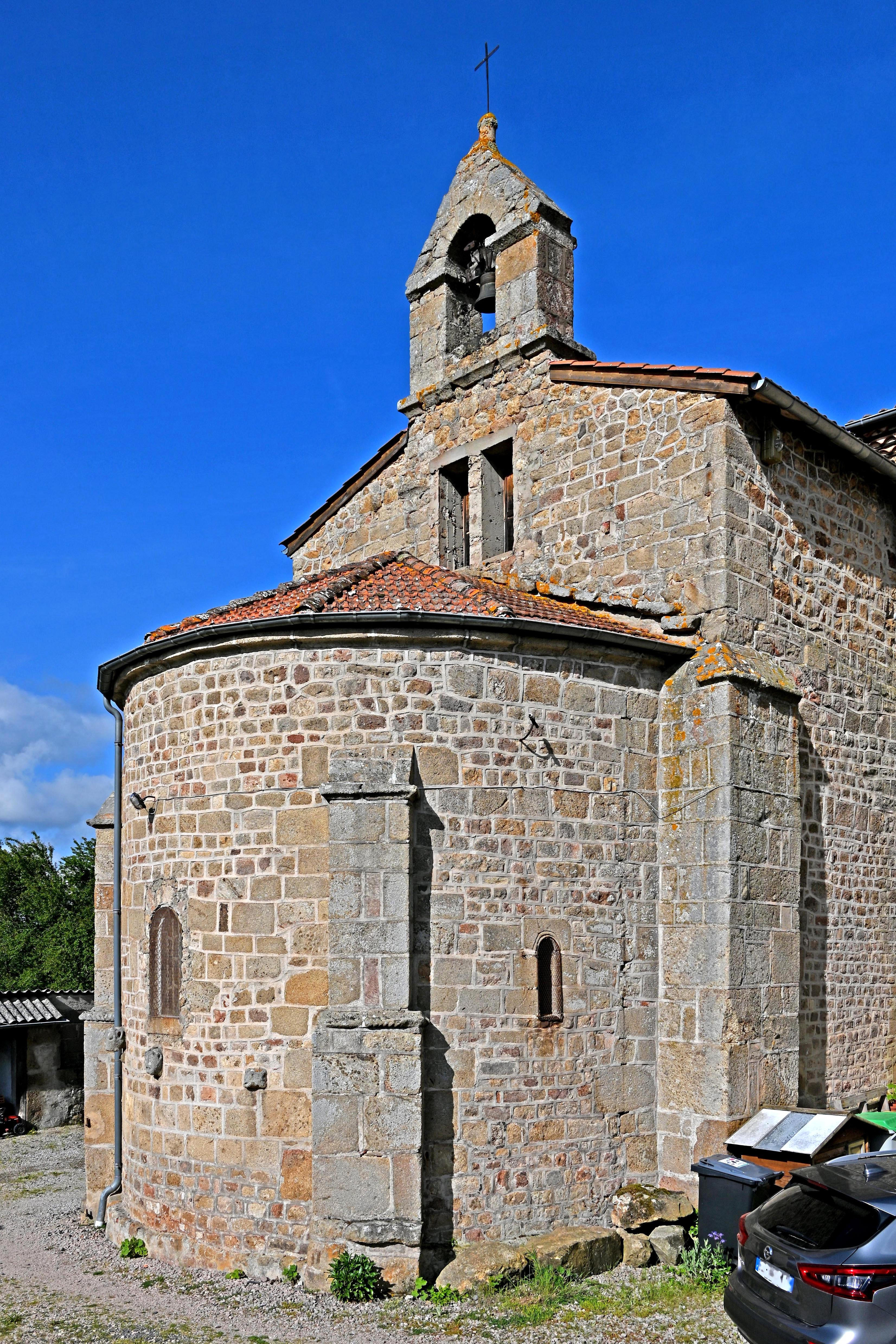
Apsis
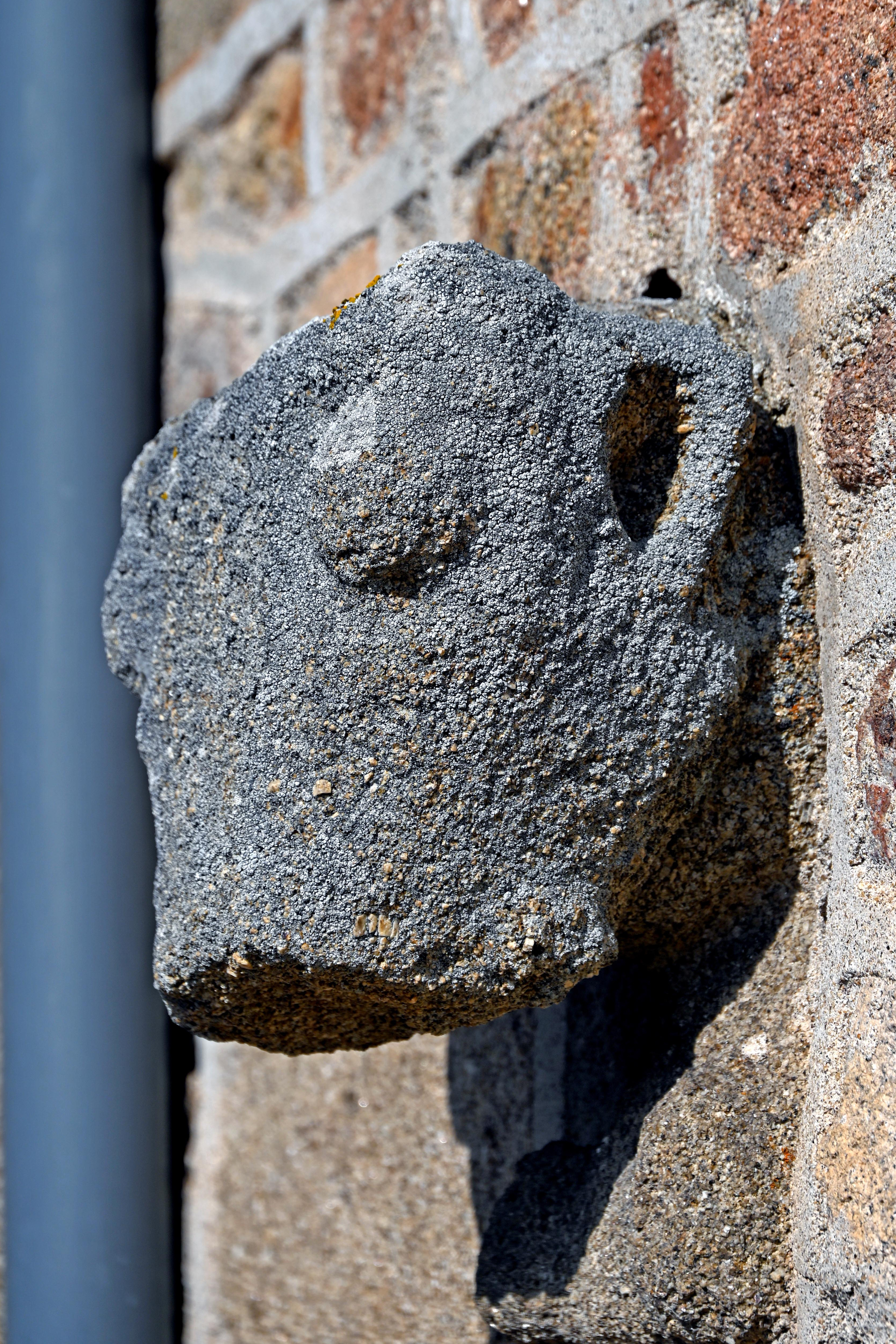
Stierkopf
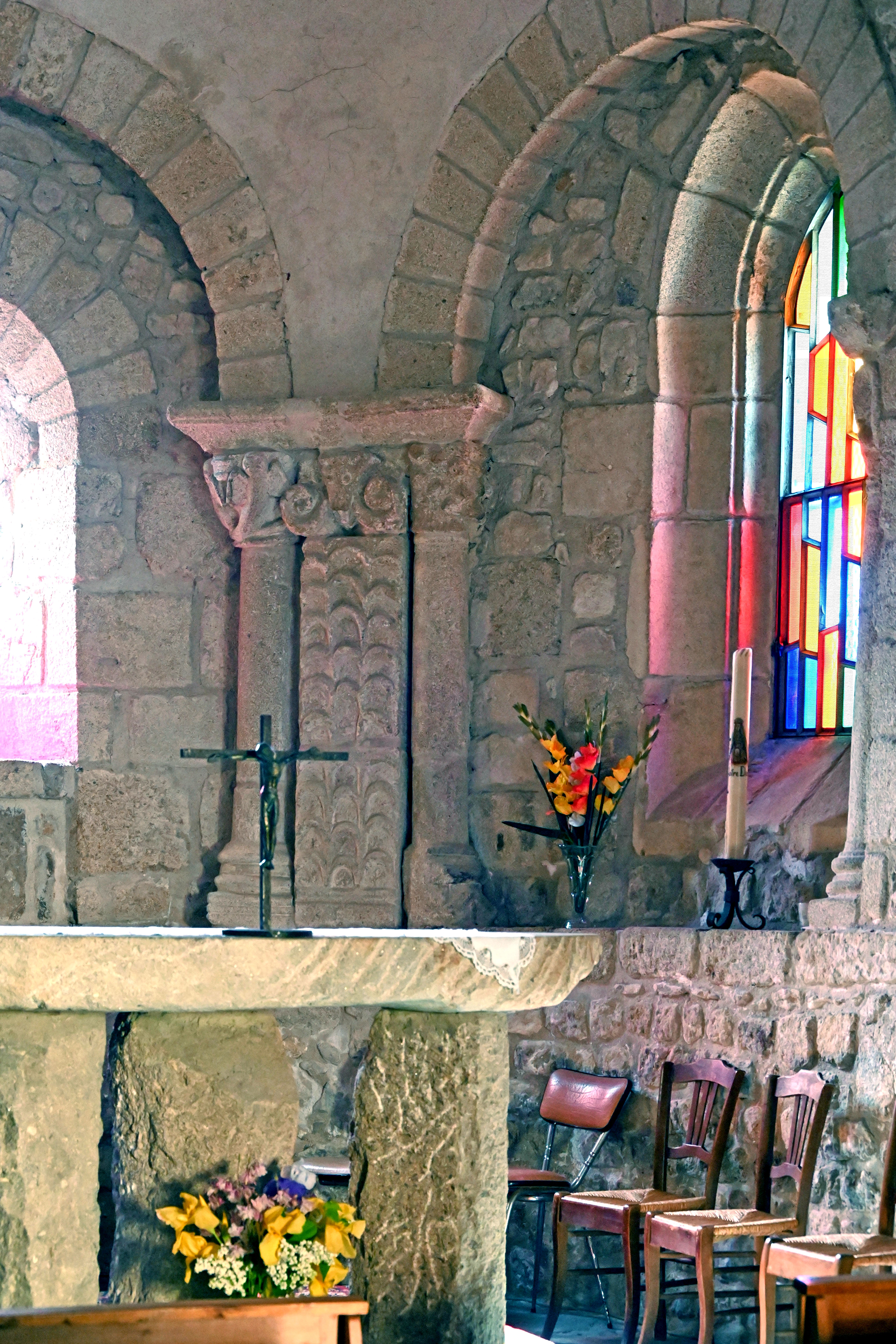
Chor
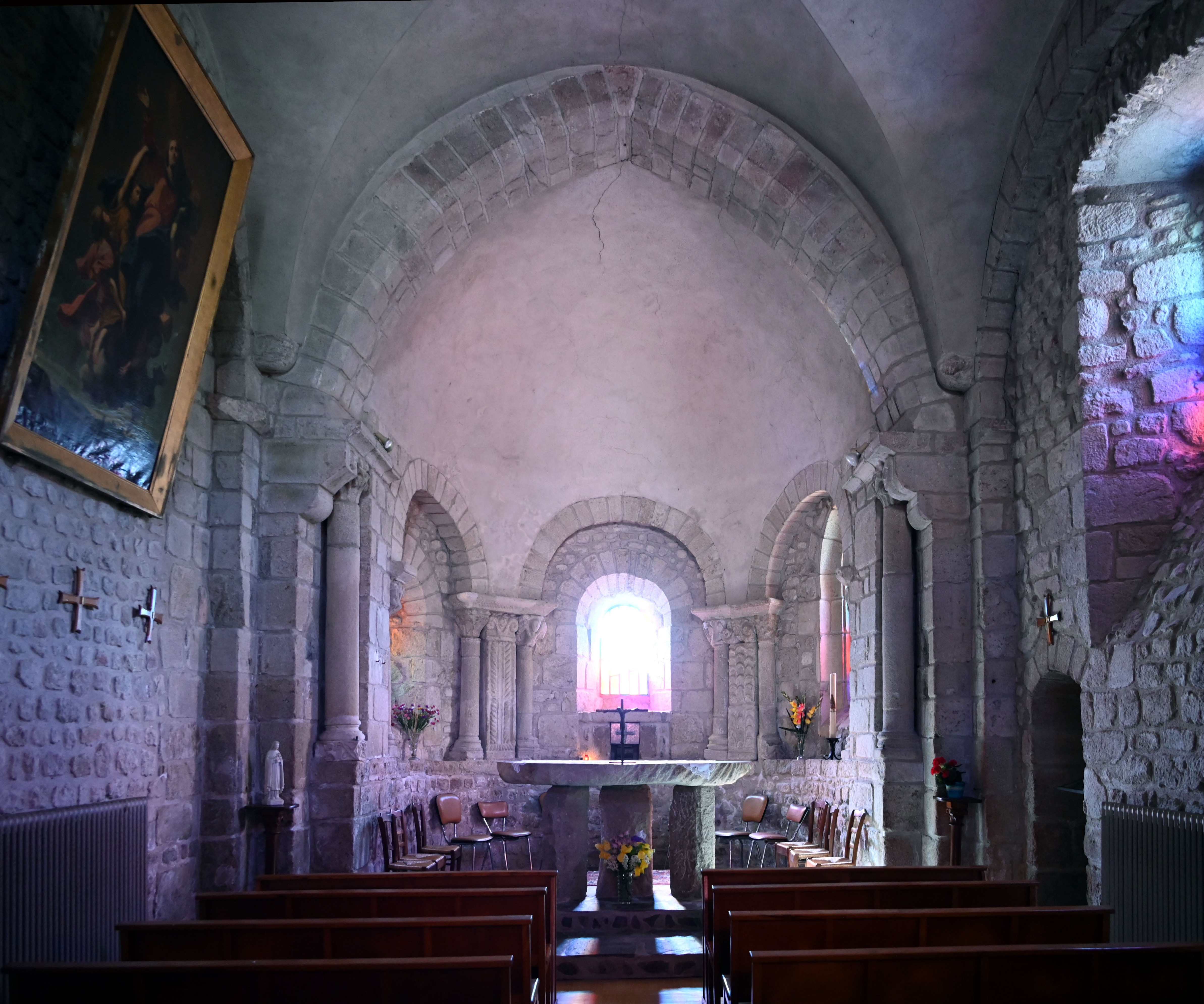
Innenraum
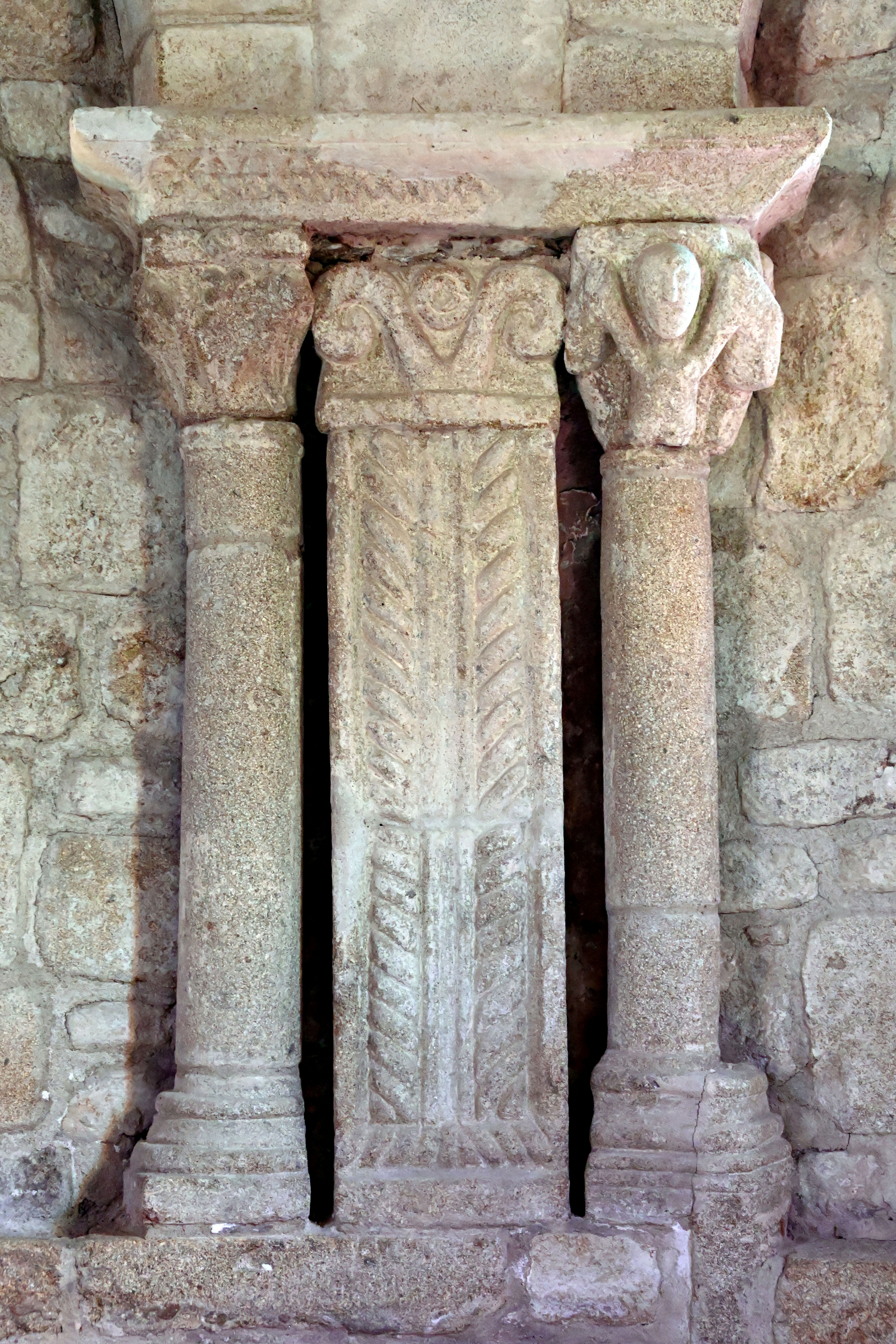
Säulen
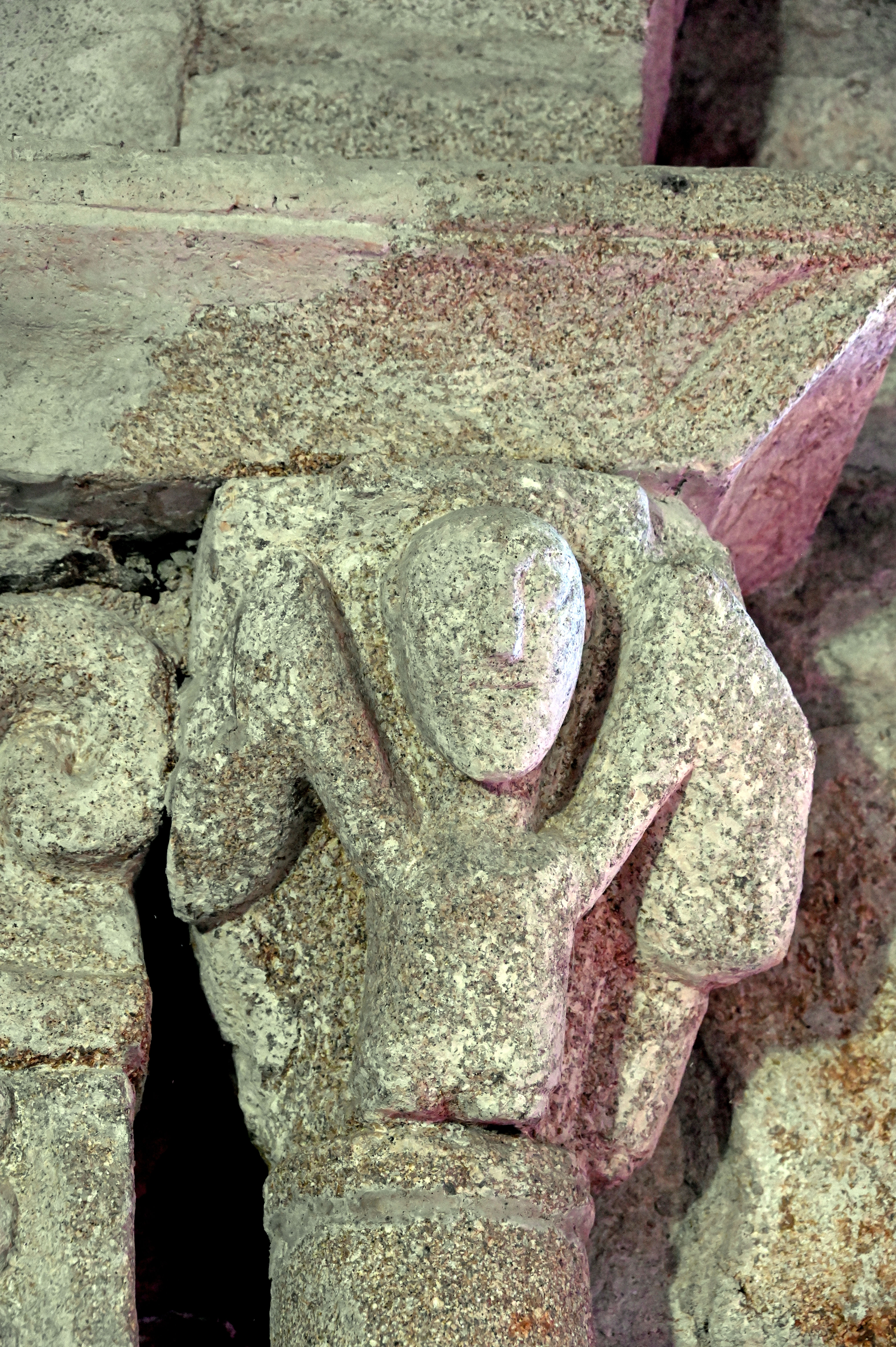
Kapitell
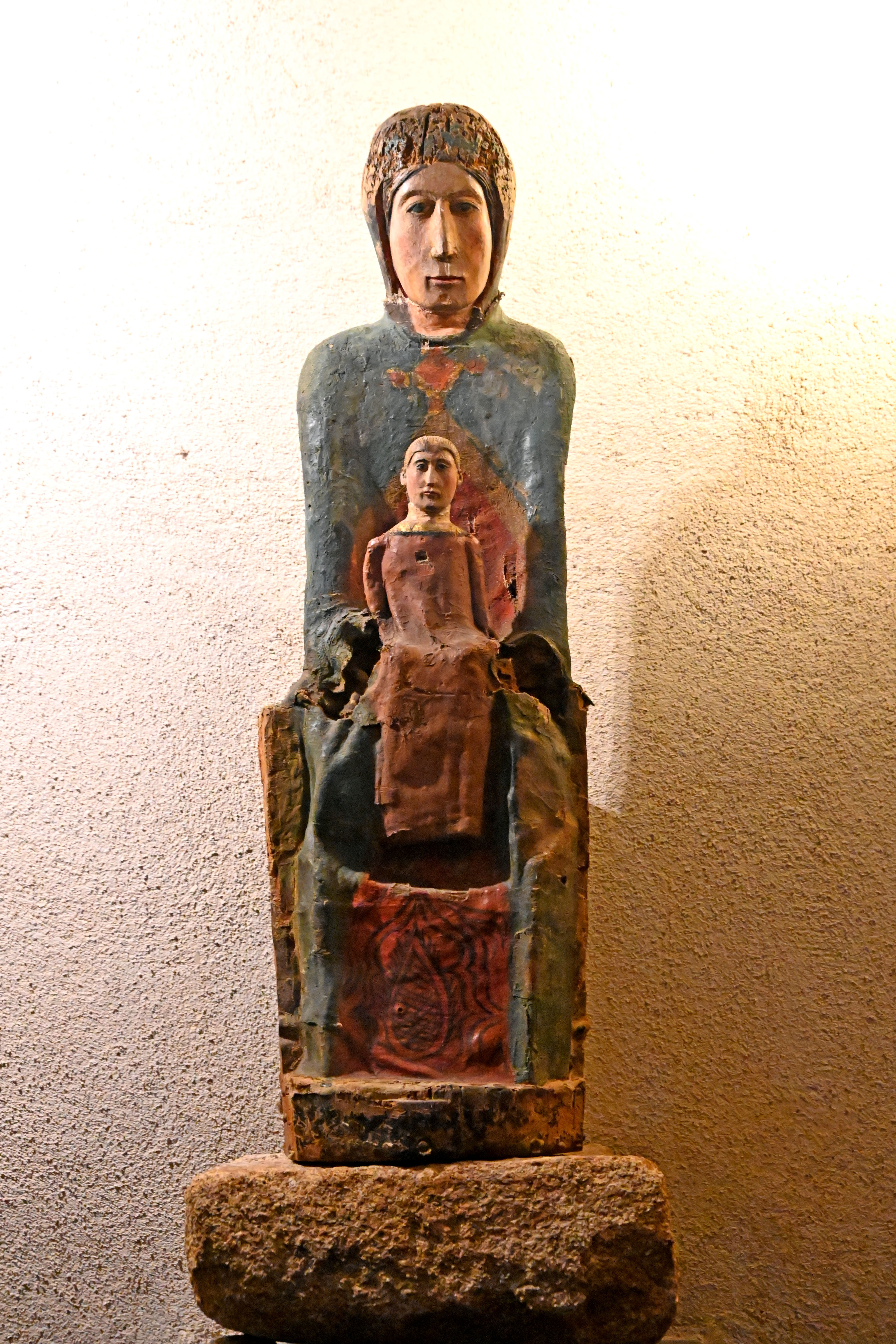
Madonna

- Kapelle Sainte-Reine in Lissac aus dem 18. Jahrhundert, 1894 restauriert
- Kapelle Notre-Dame de Pitié in La Breure, 1814 errichtet
- Oratorium Notre-Dame des Racloux in La Breurette, 1828 errichtet
- Kirche Saint-Symphorien aus dem 15. und 16. Jahrhundert, seit 1982 als Monument historique eingeschrieben

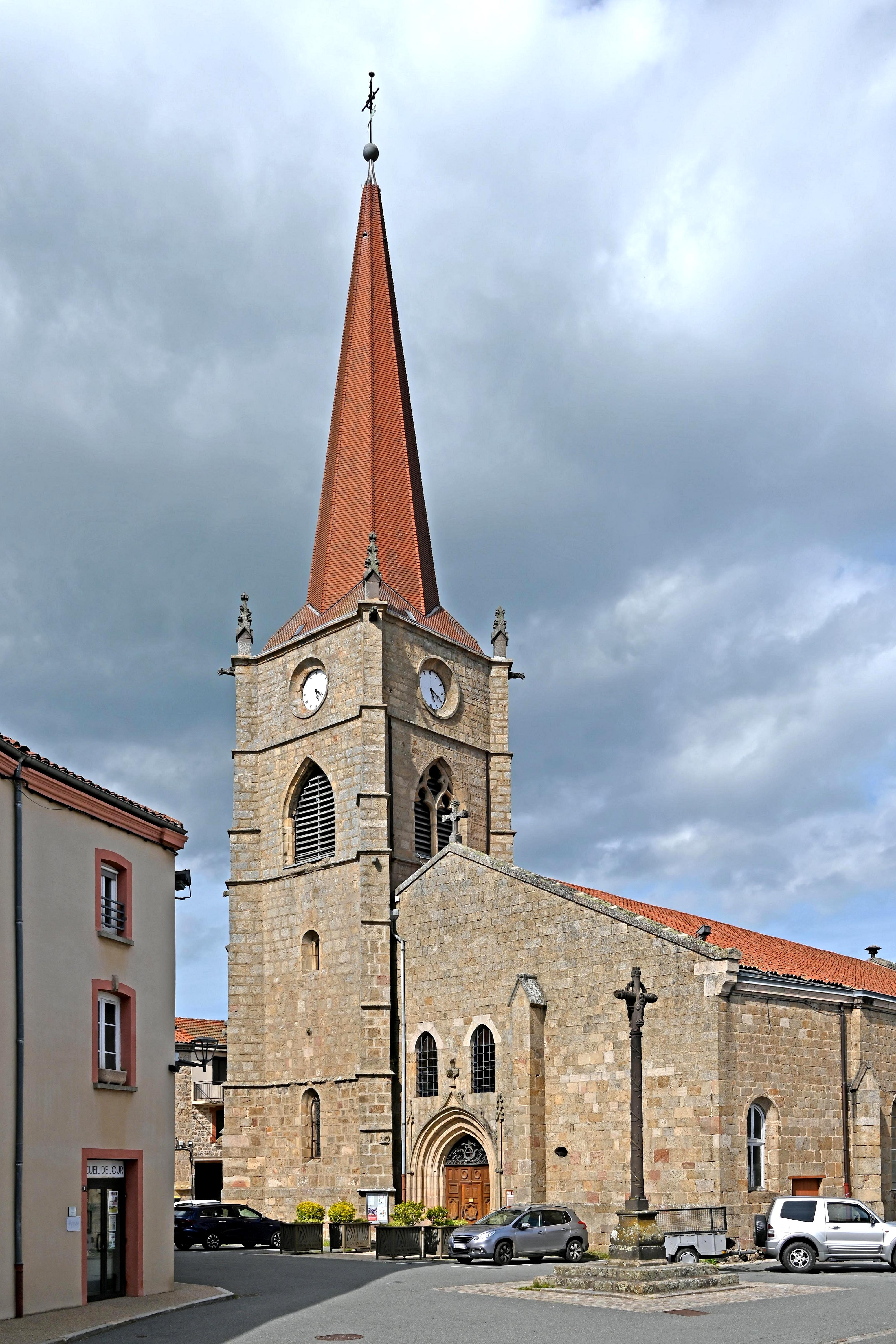
Pfarrkirche
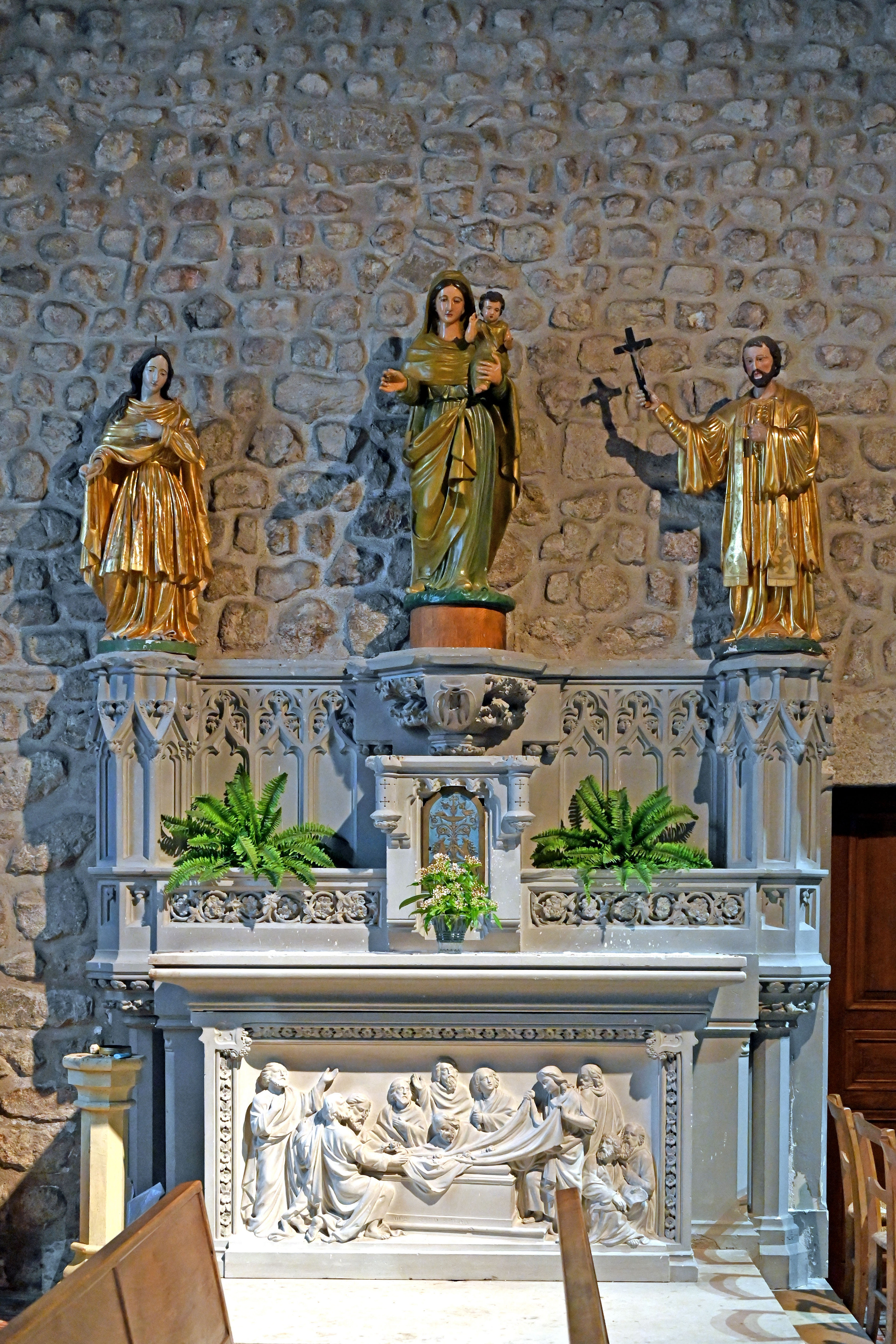
Seitenaltar
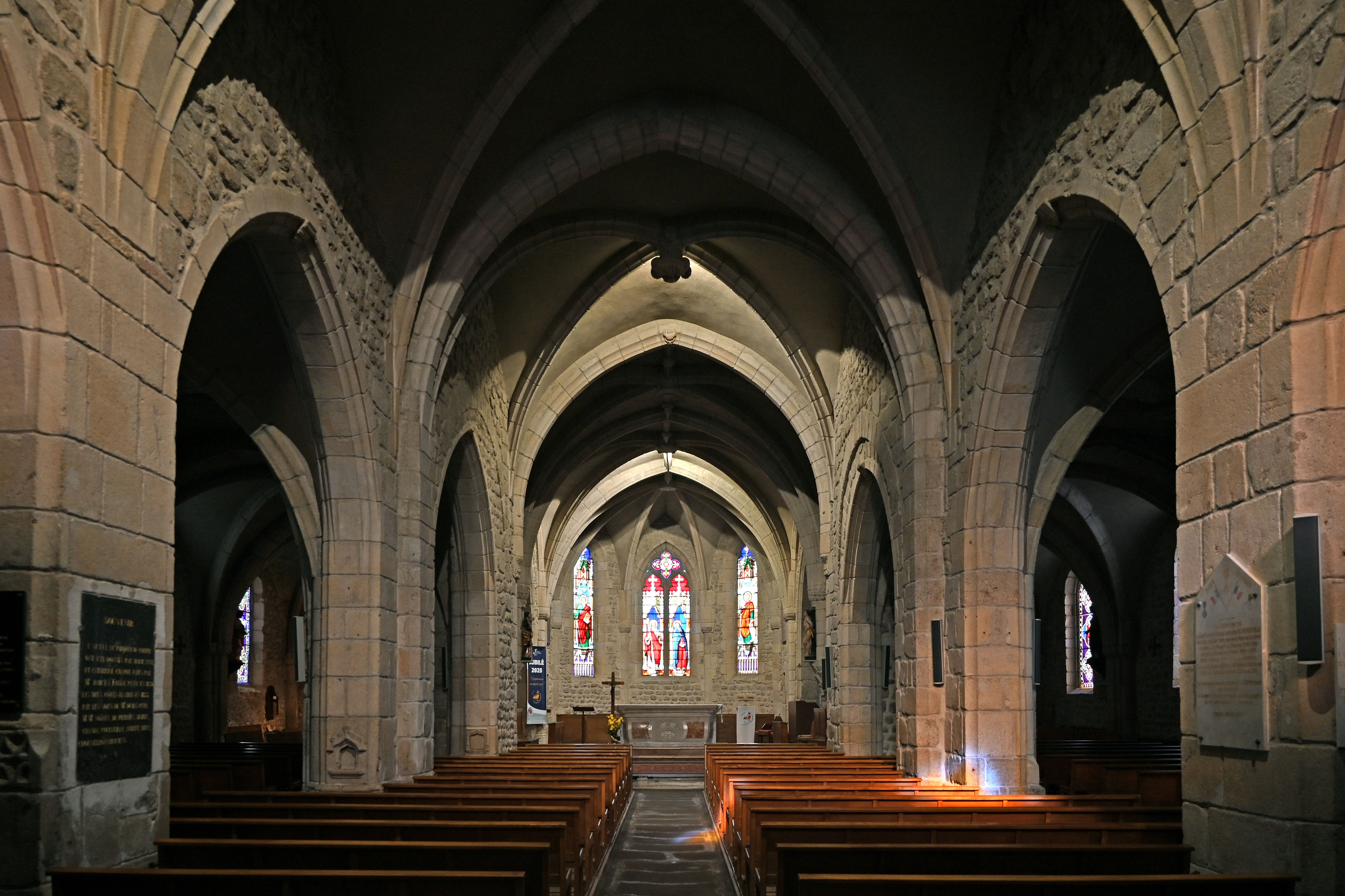
Innenraum nach Osten
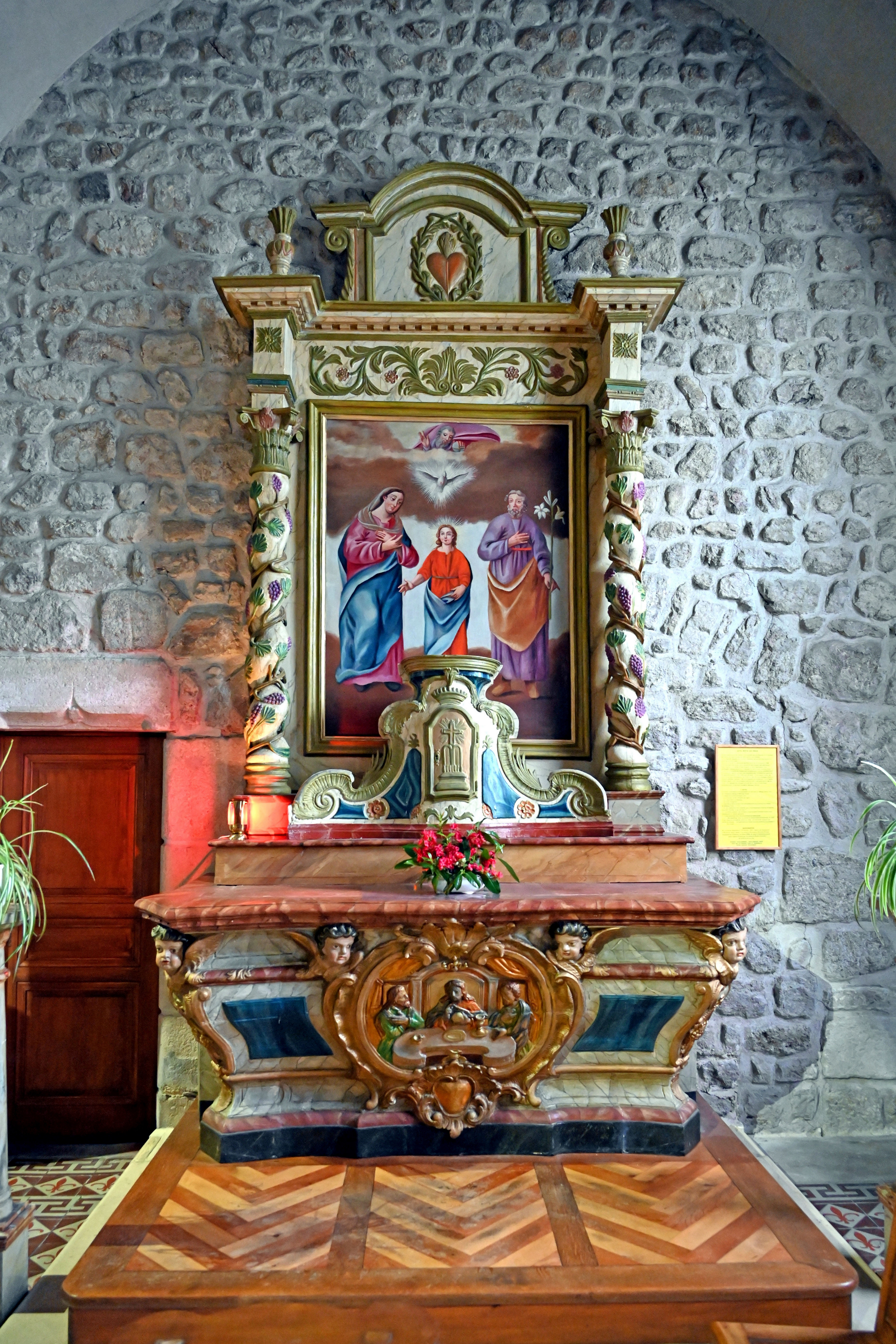
Seitenaltar
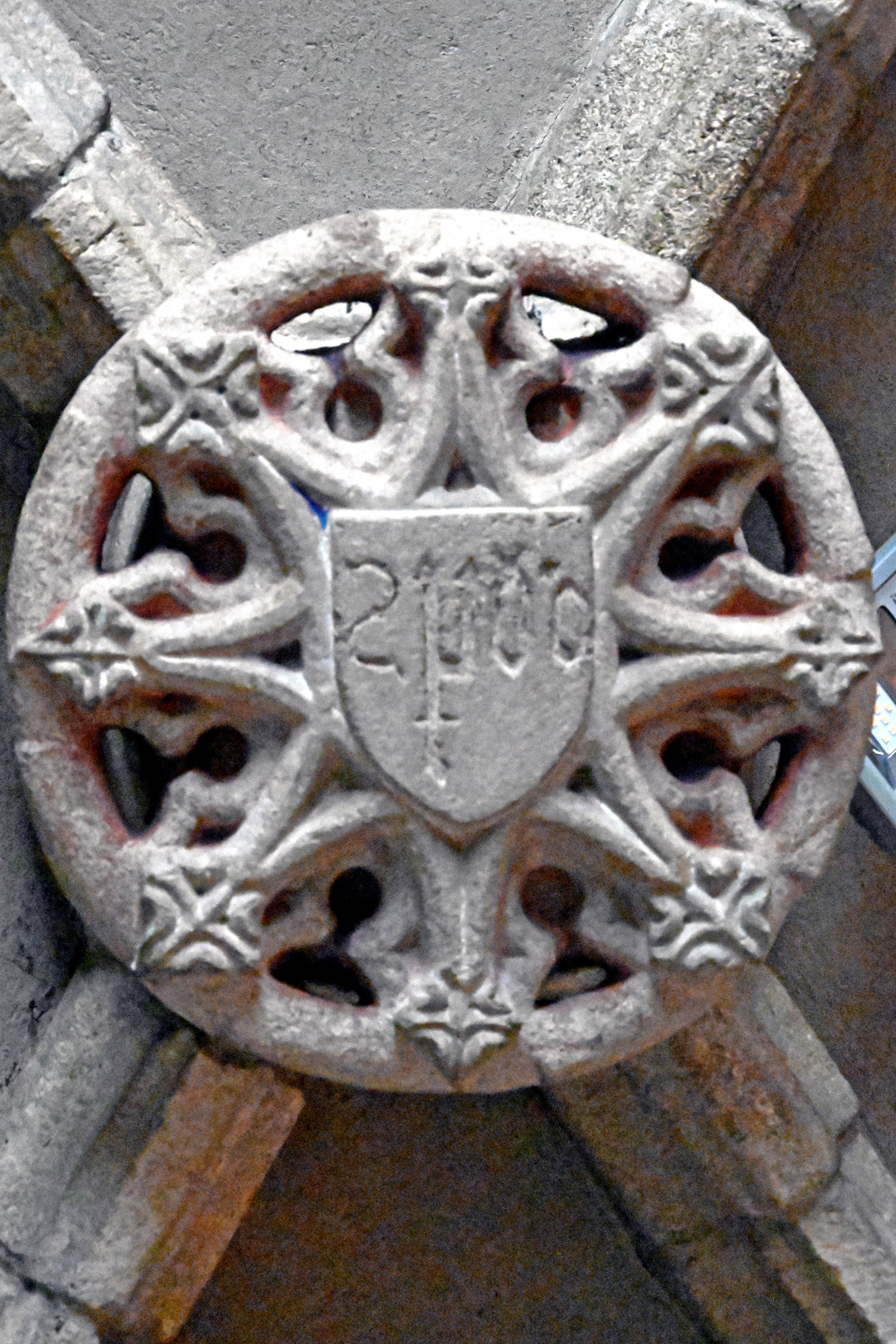
Schlussstein

- Herrensitz aus dem 17. und 18. Jahrhundert
- Burgruine aus dem 12. Jahrhundert
- Reste der Stadtbefestigung aus dem 14./15. Jahrhundert
- Ein Weiher am Ortseingang, der vom Wasser des Chandieu gespeist wird, ist ein ideales Gewässer zum Baden, Picknick und Angeln.
- Herrensitz im Weiler Danizet aus dem 17. Jahrhundert, Erweiterungen und Umgestaltungen im 19. Jahrhundert
- Festes Haus (18. Jh.) und Viadukt in Pontempeyrat

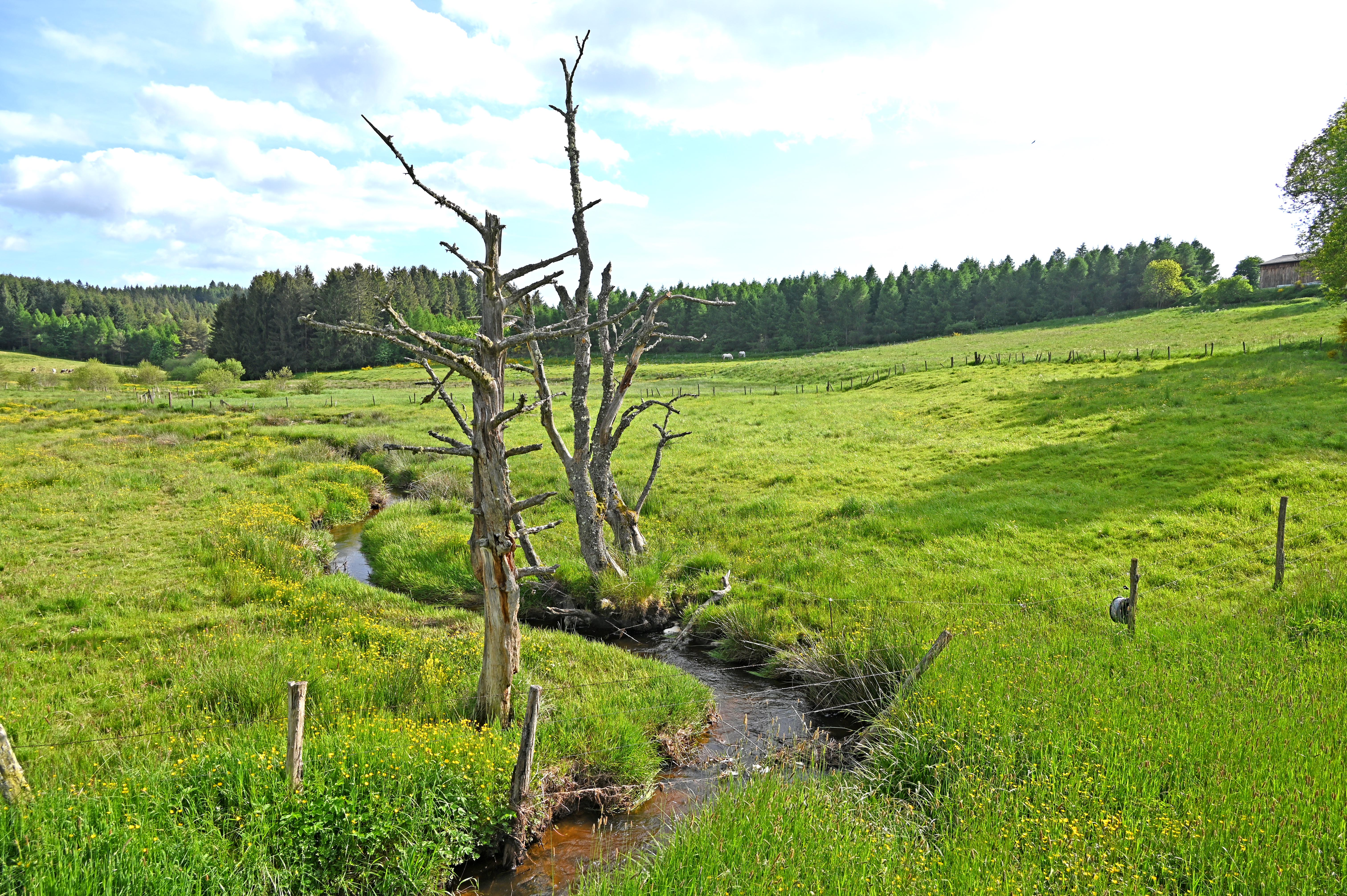
Champdieu-Bach
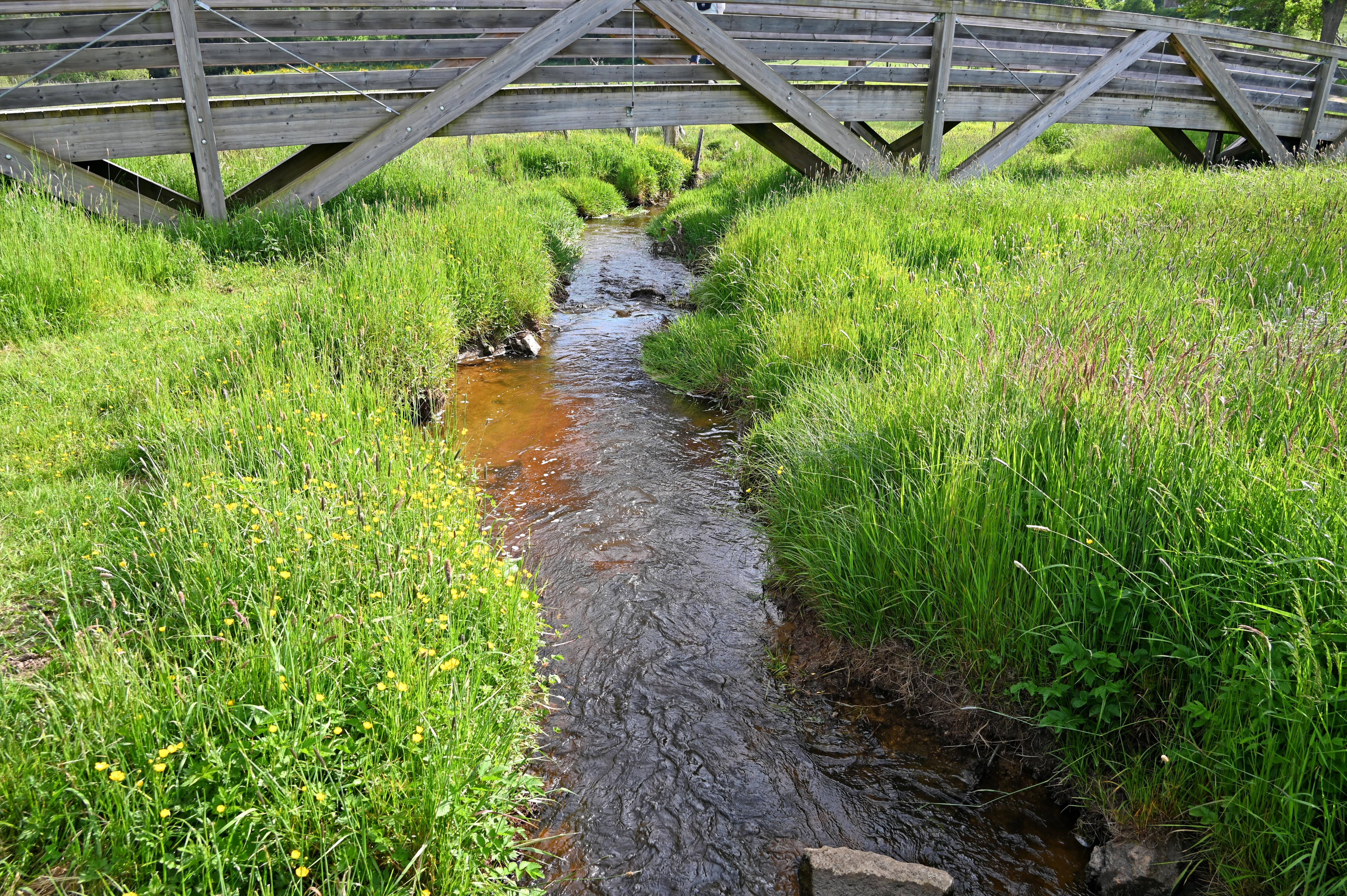
Bachbett
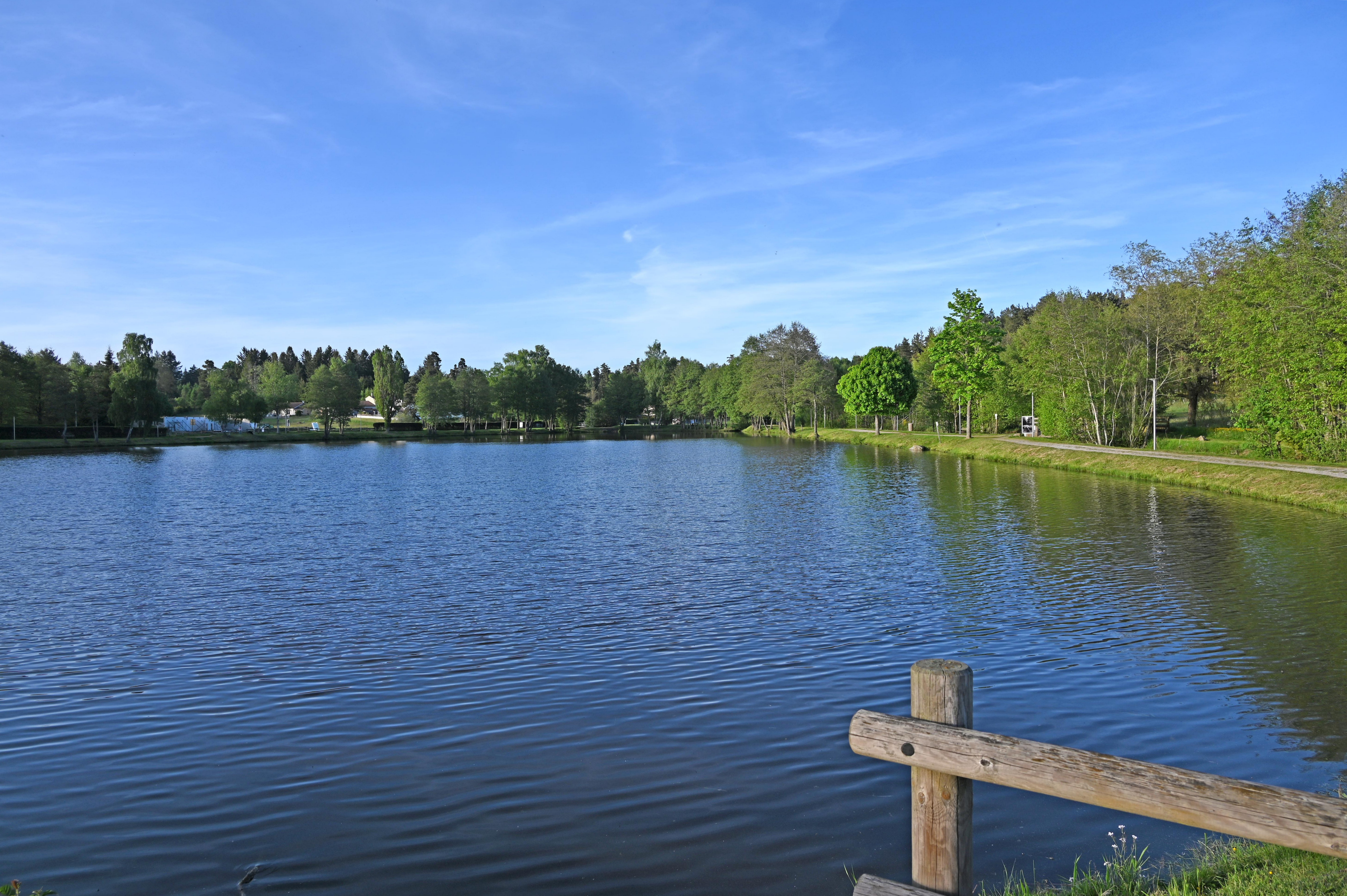
Weiher, Westufer
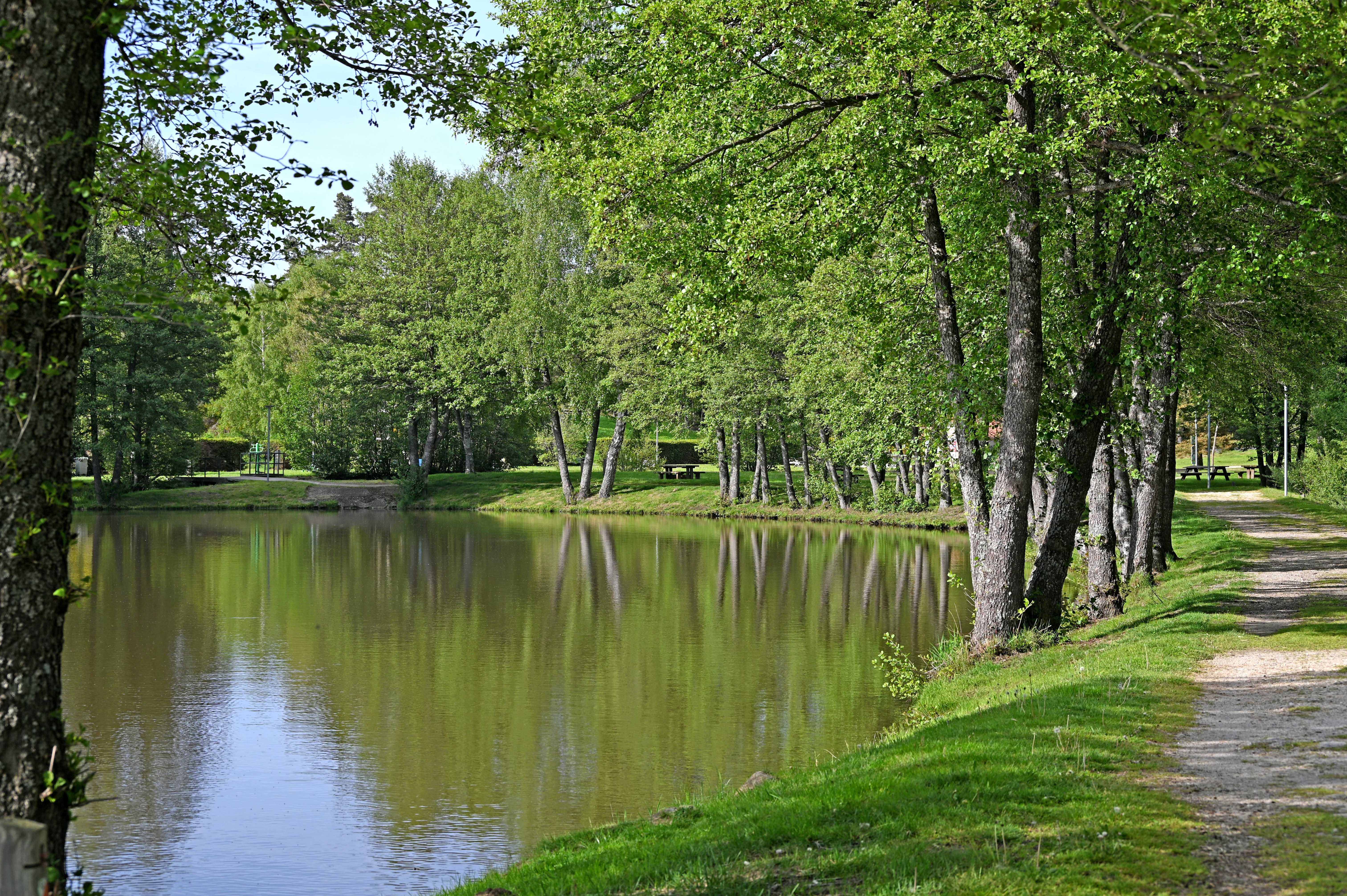
Südufer

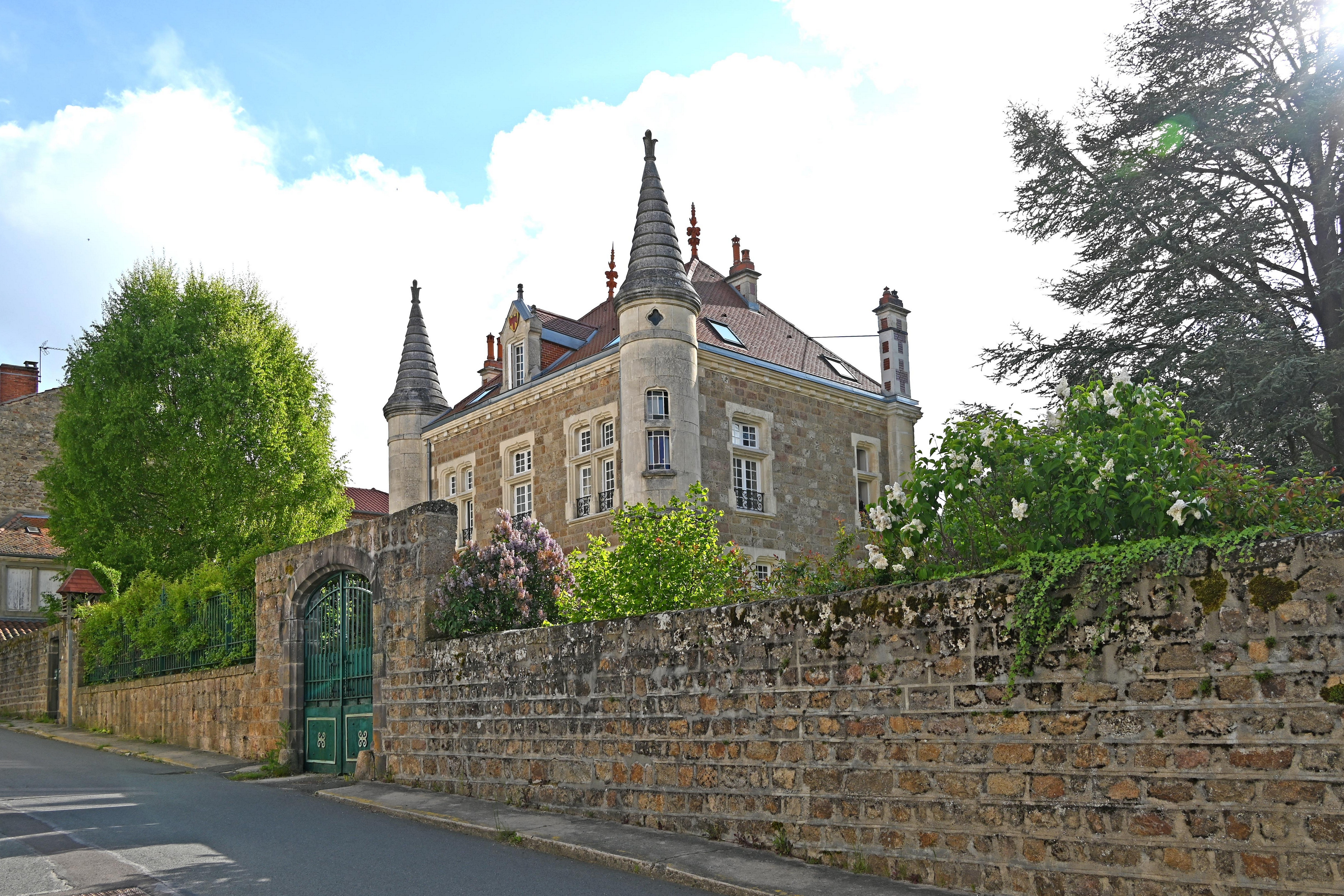
Herrensitz
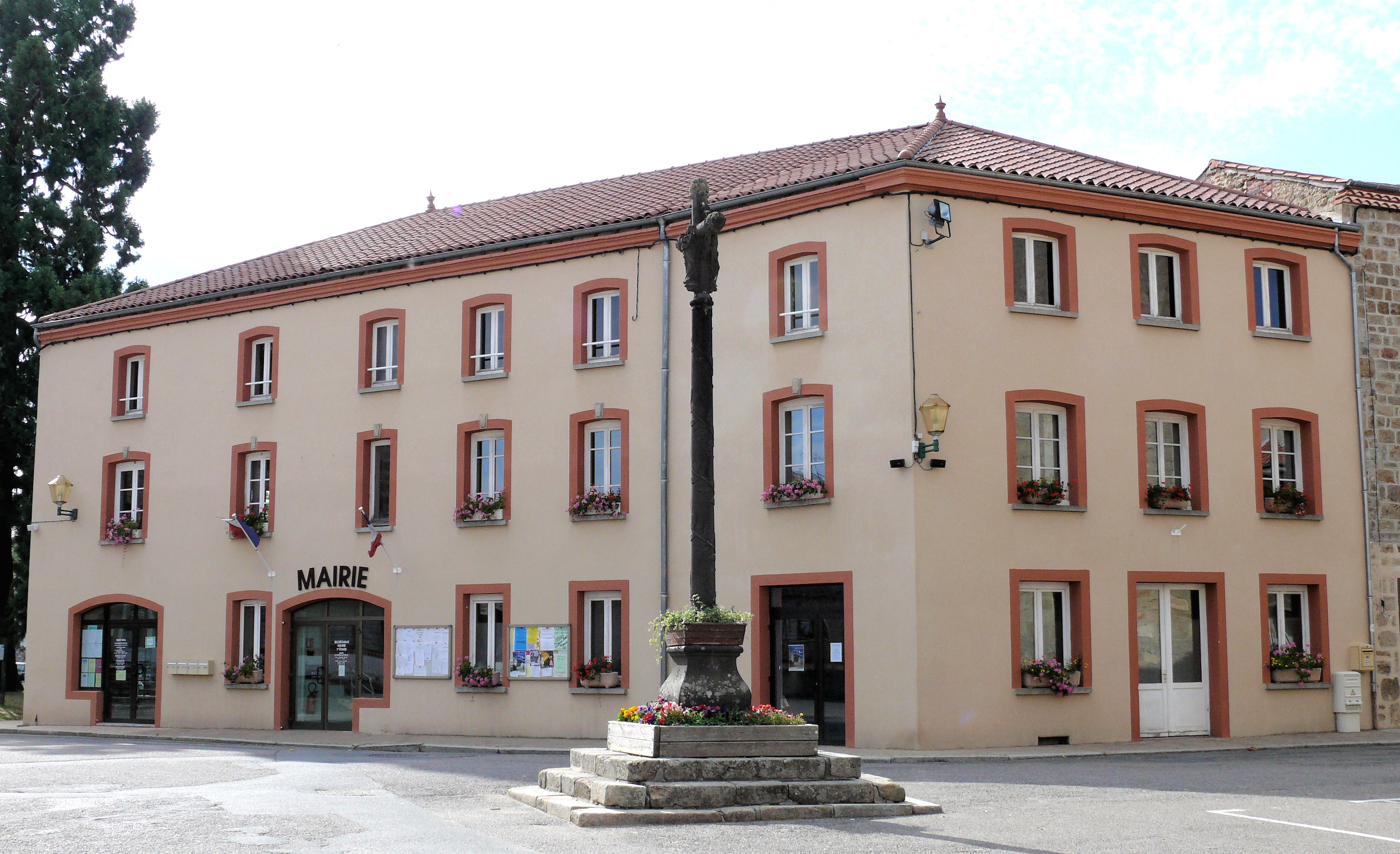
Rathaus, Missionskreuz
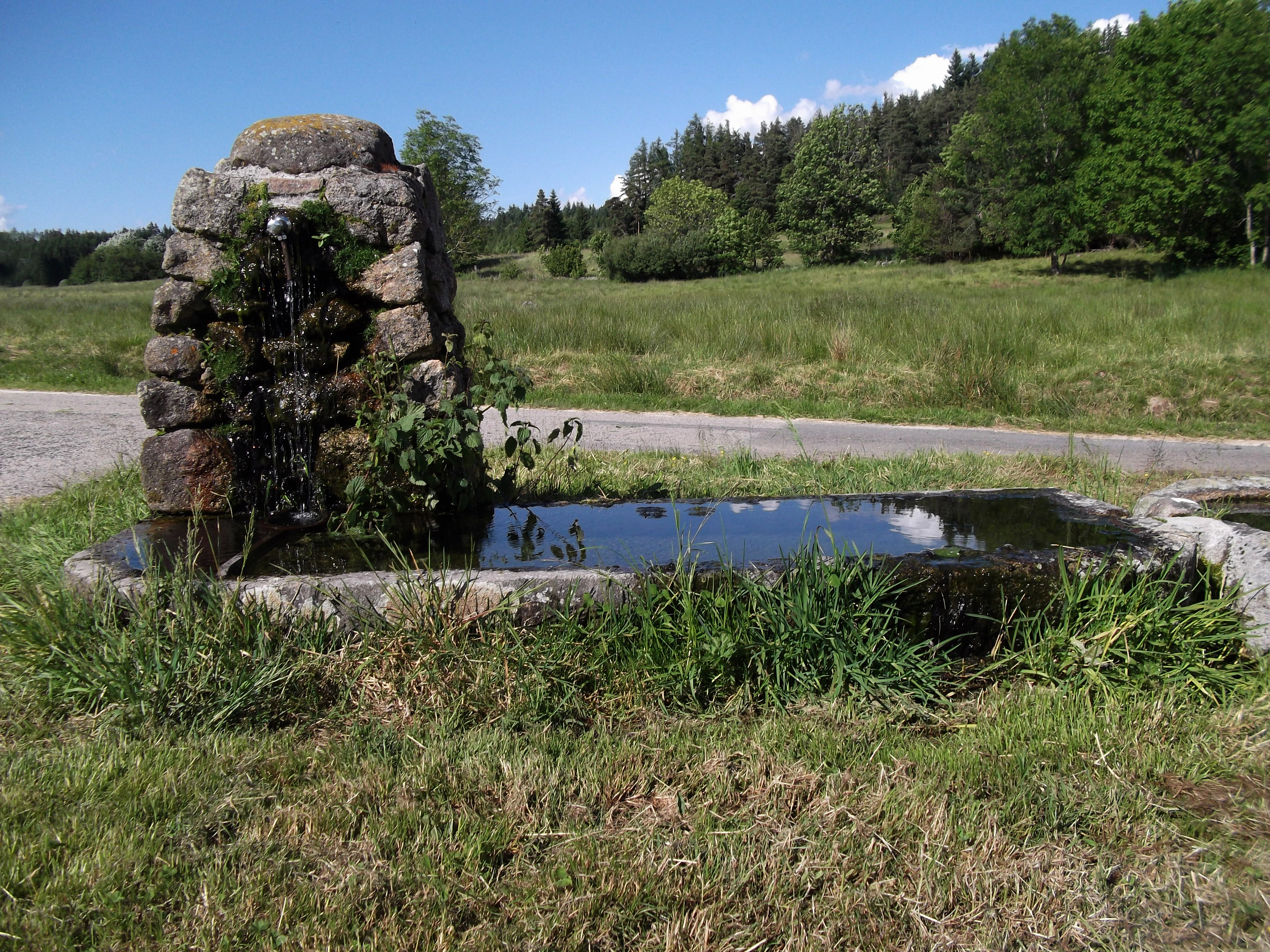
Brunnen in Daniecq
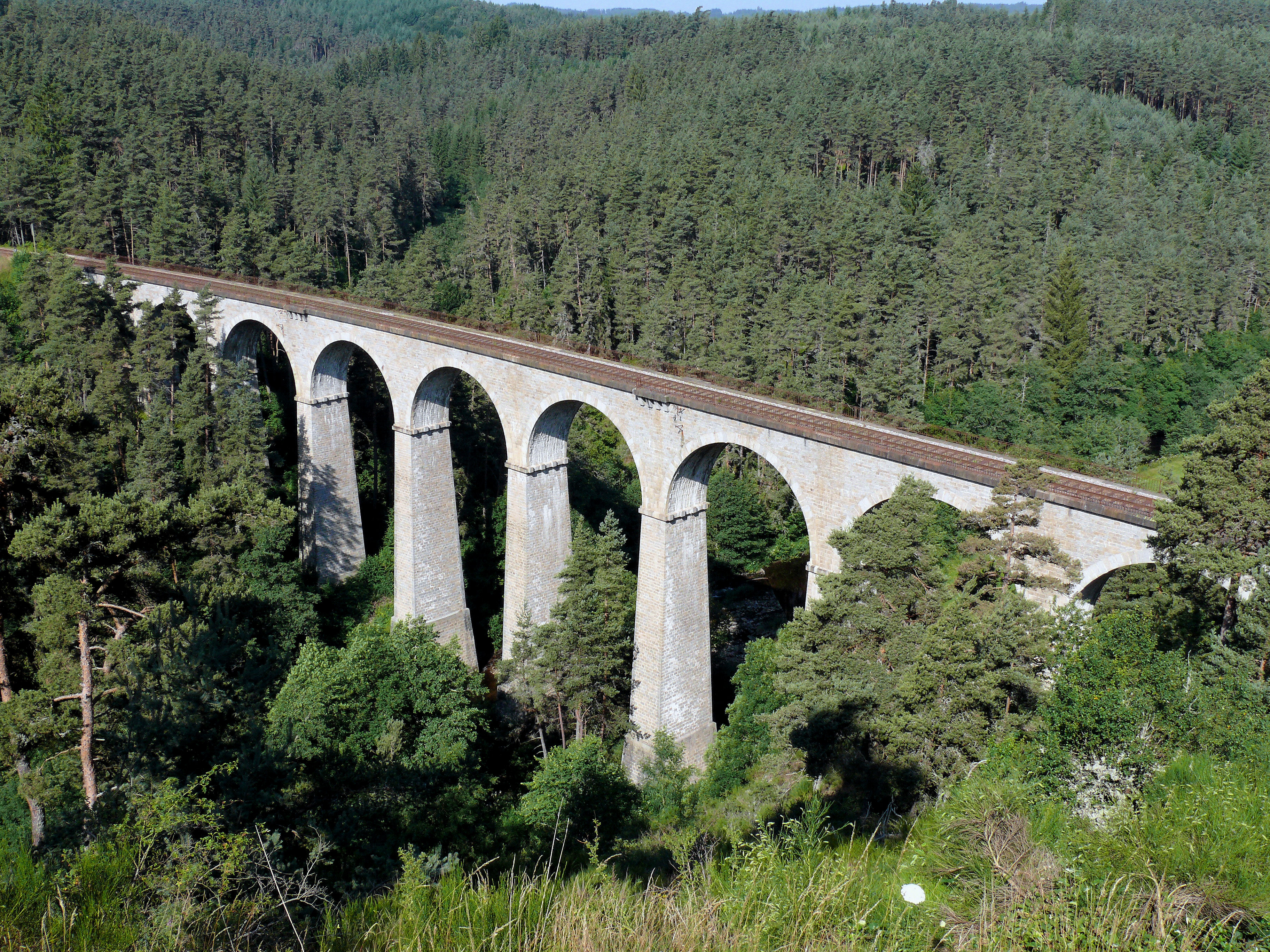
Eisenbahnbrücke, Pontempeyrat